# Рудня
Ру́дня — металургійне підприємство в Україні у XIV — XIX ст., на якому з руди отримували залізо. Вперше термін «рудня» трапляється у грамоті Володимира Ольгердовича 1390 року.
Рудні з'явилися на Поліссі у XIV ст., прийшовши на зміну колишнім невеличким підприємствам з використанням ручних сиродутних горен. Особливістю рудні було використання для виробництва металу водяного двигуна. За допомогою водяного колеса приводили у дію міхи для нагнітання повітря у залізоплавильну піч (печі називалися горно, домниця, димарка), ковальські молоти, а також механізми, що подрібнювали залізну руду. Рудні будували поблизу річок.

## Історія

### Полісся

#### Лівобережне Полісся
У другій половині XVII століття на лівобережному Поліссі залізо для війська виготовляли шість гетьманських підприємств і декілька підприємств, що належали козацькій старшині. Біля десяти рудень належало монастирям. Так, Чернігівський Троїцько-Іллінський монастир 1687 року збудував на річці Немильні залізоробне підприємство продуктивністю близько 100 пудів заліза на рік. В цей період власні металургійні підприємства будували окремі ремісники і селяни. У 1740 — 1750 роках на Лівобережжі діяло 50 рудень, кожна з яких виробляла 500 — 700 сиродутного металу на рік. Таким чином, виробництво заліза тут досягало 25 — 35 тис. пудів, або 400 — 560 тон. При витраті на 1 пуд заліза 3 — 5 пудів руди загальний об'єм щорічного видобутку цієї сировини становив близько 175 тис. пудів.
Лівобережні рудні були переважно невеликими підприємствами. Вони мали в середньому по 2 — 3 горна і водяних колеса, на них працювало 12 — 14 чоловік.
Виконавцем робіт на рудні був ру́дник. З усієї кількості виробленого заліза рудник десятину віддавав військовій скарбниці, а ренту власникові рудні. Із залишку він оплачував працю робітникам натурою або грошима. Метал продавали на місці приїжджим купцям або на ярмарках.
З другої половини XVIII століття металургійне виробництво на Лівобережному Поліссі почало скорочуватись. За довгий час існування деревно-вугільної металургії у цьому районі в значній мірі вичерпалися запаси болотних руд, розташованих біля підприємств, порідшали ліси. Збільшення відстані перевезень сировини і палива підвищувало собівартість заліза. У зв'язку з ліквідацією у 1753 році митниці на кордоні України з Росією виросло ввезення в Україну дешевшого уральського металу.

#### Правобережне Полісся
На Правобережному Поліссі було набагато більше рудень, аніж на Лівобережному. На кінець XVIII століття їх тут було близько 500, в тому числі на території Київського воєводства у 1790 — 1791 роках — майже 200. Наприкінці XVIII століття відбувався процес зменшення кількості рудень. На 1836 рік рудень тут залишалося 153, а 1853 року — лише 61. Спочатку, цьому сприяло, зокрема, будівництво тут для виробництва заліза з руди великих порівняно з руднями доменних заводів. Доменні заводи значно перевищували рудні за обсягом виробництва металу, чисельністю робітників, мали досконалішу організацію праці, кращу технічну оснащеність. Потім під впливом дешевшого уральського металу і заводів на півдні України процес занепаду виробництва заліза у руднях на Поліссі значно пришвидшився.

### Карпатська Україна
Перші рудні у Карпатах, про які є згадки у письмових джерелах, датуються XV століттям.

## Процес виробництва
Піч для виплавляння заліза з руди (димарка, домниця) являла собою невисоку відкриту піч, що мала димар. У округле поглиблення печі (заправу), обмазане зсередини глиною, засипали шарами деревне вугілля і промиту подрібнену руду разом з нелюсованим вапном, що слугувало флюсом. Завантаження печі проводилося копачками і кошиками. Задня частина печі була трохи піднята, і у ній зроблено отвір, через яке повітря, що нагніталось двома міхами, надходило у піч. Неперервним рухом міхів у горні підтримувалася температура, необхідна для виплавляння заліза. Плавка тривала зазвичай 8—12 годин. У міру осідання шихти підсипали вугілля й руду. Рідкий шлак випускали через отвір у нижній частині печі. Низ печі поступово заповнювався губчастою тістоподібною залізистою масою (крицею). Витягнуту з печі крицю масою 5 — 6 пудів облуплювали дерев'яними молотками, потім, розігрівши, обтискали під великим молотом для видалення шлаку і надання більшої щільності. Після цього крицю розтинали на кілька частин, частіше на три. Кожну частину розжарювали у ковальському горні і остаточно обтискували під великим молотом. З криці масою 6 — 8 пудів отримували врешті-решт 4 пуди придатного для використання заліза.

## Топоніміка
Рудні мали значне розповсюдження і пам'ять про них залишилася у назвах поселень, як, наприклад, Рудня, Руда, Рудники, Димарка, Гамарня. Про загальну кількість рудень, які існували на всьому Українському Поліссі у XIV–XVIII ст., можна робити висновок за топонімікою. Загалом у Поліссі налічується 526 поселень, назви яких свідчать про те, що тут виробляли залізо і залізні вироби. Однак, кількість металургійних підприємств, що існували, значно більша, ніж назв поселень.